# كوريا الجنوبية للاتصالات
تليكوم كوريا الجنوبية المحدودة هي شركة اتصالات لاسلكية كورية جنوبية؛ إنها جزء من مجموعة اس كيه، واحدة من أكبر تشايبول في البلاد.
إس كيه تيليكوم هي أكبر شركة اتصالات لاسلكية في كوريا الجنوبية: تقود السوق المحلية بحصة 50.5 في المئة اعتبارا من عام 2008. منذ إنشائها في عام 1984، تطورت الشركة من نظام خلوي تناظرية من الجيل الأول، إلى الجيل الثاني من CDMA ، ثم إلى أول نظام خلوي متزامن مع IMT-2000 من الجيل الثالث في العالم. أصبحت SK Telecom أيضًا أول شركة طيران في العالم تقوم بتسويق HSDPA في مايو 2006. توسعت الشركة في سوق الخطوط الأرضية عن طريق الاستحواذ على شركة الخطوط الهاتفية الثابتة هانارو تليكوم في فبراير 2008.
تشمل العلامات التجارية للشركة على الإنترنت " Nate "، وهي بوابة ويب؛ «يونيو»، خدمة الوسائط المتعددة المتنقلة؛ "Moneta"، تطبيق للأجهزة المصرفية الإلكترونية؛ «نيت محرك»، وهي تقنيات المعلومات خدمة و «المنزل الرقمي» واجهة على الإنترنت إلى الأجهزة المنزلية للتحكم عن بعد.
في عام 2004، أطلقت الشركة "Hanbyul"، أول قمر صناعي DMB في العالم. TU Media ، ذراع الوسائط الرقمية الشركة، تتولى بث برامج DMB التلفزيونية.
في نوفمبر 2015، أعلنت عن توقيعها صفقة لشراء سي جيه جروب هاللو فيجشن، أكبر مشغل للكابلات والإنترنت في البلاد، بهدف دمجها مع وحدة الكابل الخاصة بها. يعارض المنافسون عملية الاستحواذ التي ستجعلها مذيع الكابل الثاني المدفوع بعد كيه تي،  ، الذين يتهمون بأن الاندماج سيساعد اس كيه جروب على السيطرة على السوق بشكل غير عادل.

## روابط خارجية
- SK Telecom موقع (الكورية / الإنجليزية)
- SK Telecom T الموقع العالمي
- قناة كوريا الجنوبية للاتصالات  على يوتيوب
- SK Telecom الأمريكتين الموقع (باللغة الإنجليزية)